# ルーベン・リブリン
ルーベン・リブリン（ヘブライ語 ראובן ריבלין、Reuven Rivlin, 1939年9月9日 - ）は、イスラエルの政治家、元軍人。同国大統領（第10代）、国会議長を歴任した。4人の子供の父親である。
日本の報道では「レウベン・リブリン」とも表記される。

## 人物・来歴
エルサレムのリブリン家出身。
リブリン家はオーストリアの学者に起源をもつ一族で1670年ごろまで記録が遡れる。この一族は全世界に支族を持ち、全世界でのリブリンファミリーの数は3万5000人を超えている。2011年にはトルコのリブリン家で5万人目のリブリンが出生したと報じられた(en:Rivlin)。イスラエルのリブリン家はオスマントルコ帝国領時代の1809年(もしくは1806年)にイスラエルに移住したイスラエル最古参の一家で、エルサレムのユダヤ人たちの指導者などを務めていた家系であり、一族のヨシフ・リブリン（1838-1897,en:Yosef Rivlin、ヨセフとも。父ヨセフと同名のため、混乱を避けるために以下ヨシフと記載する）は、イスラエル建国前のユダヤ人居住地区の拡充者で、2万人程度のユダヤ人居住地を広げ、65万人まで暮らせる居住地に拡大したため、Shtetlmacher（Town-Maker、町の設立者）とのニックネームを得ていた。いわばイスラエル建国の母体を作った功労者（建国功労者に近い存在）であり、1863年ユダヤ人居住地のアシュケナジムの中央委員会議長（建国後の大統領相当職に近いポジション）に就任している。
その一族であるルーベンが生まれたリブリン家はアシュケナジム(ドイツ系)の流れをくむ一家で父はヘブライ大学エルサレムで教授職にあったヨセフ・ヨエル・リブリン（Yosef Yoel Rivlin、he:יוסף_יואל_ריבלין）。この父はアラビア語翻訳家として知られ、コーランを初めてヘブライ語に翻訳した事で著名となり、第三代イスラエル大統領候補者となっていた。母はエルサレム議会メンバーなどを歴任したレイチェル・レイ・リブリン（旧姓ヤフダ）。母レイチェルの父はイザック・ベンジャミン・イェチェケル・ヤフダ。奇書収集家でニュートンの錬金術などを研究し、後に米国に渡ったアブラハム・シャロム・ヤフダ教授(en:Abraham_Yahuda)は母の叔父にあたる。その家系に1939年9月9日ルーベンは生まれた。
ヘブライ大学卒業後、イスラエル国防軍に入隊。諜報部隊勤務で、六日戦争(第三次中東戦争)では、空挺部隊旅団同行諜報官として前線にも出た。少佐の地位で、軍務を終えると、1988年にリクードから総選挙に出馬、初当選を果たす。党内では司令塔的存在であり強硬派の重鎮として知られ、若手議員からの人望も厚い。
建国功労者に近い存在であるヨシフ・リブリンが、町郊外に家や土地を買いもとめユダヤ人居住地区を拡大することでTown-Makerと呼ばれたように、父ヨセフ・ヨエル・リブリンもヘルト運動（he:תנועת_החרות）と呼ばれたユダヤ人自由運動（故郷全体の解放や入植の自由、イスラエル帰国の自由に、移住者の住居確保）などに身を投じていた。この二人の思想を引き継ぎ、ルーベンも人口が急増しているイスラエル住居の確保に熱心であり、東エルサレムとゴラン高原、ガザ地区やサマリアの併合はイスラエルの権利であると信じている。反面、少数民族の保護も重要だと考え、パレスチナ人は併合されたイスラエルの国民になり保護するべきだという主張を行っている。パレスチナ人の排除を行うイスラエル内過激派の意見は「それはイスラエルがかかった病だ」と一蹴しており、他国併合と併合地域のイスラエル国民化が正しいと考えている（ただし、併合される地域の人々が納得している訳ではない）併合を主張するなどタカ派な面も見せるが、その反面テロリストや暴力による排除は嫌っており、イスラエルが行ったとされるカフル・カシムの虐殺（he:טבח כפר קאסם）追悼式典にイスラエル大統領として初めて参列した。
カリスマ的人気を誇った首相でガザ地区撤退計画に踏み切ったアリエル・シャロンとは関係が悪く、一期目では通信相を務めるものの、軟化の兆しを見せはじめたシャロン政権・二期目の入閣要請は固辞し、国会議長に就任する。ただ、ガザ地区撤退計画においては、シャロン倒閣を目指す党内の強硬派には最後まで与することなく党の分裂回避に奔走する。2005年11月、シャロンらが集団離党しカディーマの結党に動くと、シャロンとの対決姿勢を鮮明にし党内調整に動く。同年12月の党首選ではウジ・ランダウにベンヤミン・ネタニヤフへの一本化を指示。翌・2006年1月には、シャロンが脳卒中で入院したため慎重論が大勢だったものの、同党を政権から離脱させる。3月に行われた総選挙でリクードは歴史的大敗を喫するが、その際のネタニヤフの責任論も早々と封じ込めた。また、強制わいせつ疑惑で辞任圧力にさらされるモシェ・カツァブ大統領の後任候補に名前が挙がっていたが、2007年6月13日の大統領選でシモン・ペレスに敗れる。選挙は1回目の投票では当選者は出ず、2回目の投票でリブリンらが撤退し、ペレスの勝利が確定する。2007年8月14日に行われたリクード党首選ではネタニヤフの選挙責任者を務め、再選へと導く。2009年2月10日に予定されている総選挙では、同党から比例順位4位での出馬が内定しており、6選を果たし、同年3月30日国会の採決で90票を獲得し国会議長に再登板を果たした。
2014年6月10日にイスラエル国会で次期大統領に選出され、7月24日に就任した。但し、イスラエルにおいて大統領は儀礼的役割にとどまることが憲法で規定されており、政治の実権は首相が握っている。
2019年6月4日に妻のネチャマ・リブリンが長年患っていた持病の悪化で病死しており、その葬儀では日本語の侍と書かれた帽子を被った孫と共に悲しむ映像が配信されている。